# Franklin Range
Franklin Range är ett berg i Kanada.   Det ligger i Regional District of Mount Waddington och provinsen British Columbia, i den sydvästra delen av landet, 3 800 km väster om huvudstaden Ottawa. Toppen på Franklin Range är 735 meter över havet.
Terrängen runt Franklin Range är varierad. Havet är nära Franklin Range åt nordost. Trakten runt Franklin Range är nära nog obefolkad, med mindre än två invånare per kvadratkilometer.. Det finns inga samhällen i närheten. 
I omgivningarna runt Franklin Range växer i huvudsak barrskog.